# Torneo Femenino de la AsoGuayas
El Torneo de Fútbol Femenino del Guayas, también conocido como Ascenso Femenino AsoGuayas, es el torneo femenino oficial  de ascenso de la provincia del Guayas. Es organizado anualmente por la Asociación de Fútbol del Guayas (AFG). Sin embargo, este no es el único torneo provincial de fútbol femenino que se desarrolla en Ecuador, sino que en las distintas ligas regionales existen otros torneos locales como en Pichincha. Los dos mejores clubes (campeón y vicecampeón) clasifican al Ascenso Nacional Femenino por el ascenso a la Superliga Femenina.

## Historia
Para la temporada 2021, el campeonato tendrá a 3 equipos:  Octubrinas, Real Fortaleza y el Club Sport Patria, que debido a la rápida profesionalización, se adaptó el formato del torneo, disputándose una ronda con el sistema de todos contra todos. El equipo que logre estar en la primera posición, será el ganador del Torneo y tiene un cupo en la Liga Nacional de Futbol Femenino donde peleará con los otros 15 equipos para obtener dos ascensos a la Superliga Femenina. Las Octubrinas, en su debut inicial en la disciplina deportiva, ganan el Torneo de manera invicta.

## Historial
| Temporada                           | Campeón    | Subcampeón        |
| ----------------------------------- | ---------- | ----------------- |
| Torneo de Fútbol Femenino de Guayas |            |                   |
| 2021                                | Octubrinas | Club Sport Patria |
| 2022                                | Octubrinas | Club Sport Patria |
| 2023                                | Electricas | Octubrinas        |
| 2024                                | Búhos ULVR | Eléctricas        |

## Selecciones provinciales
La Selección de fútbol femenina del Guayas es el equipo formado por jugadoras guayacenses que representa a la provincia. El equipo es uno de los más fuertes en la historia del fútbol femenino en Ecuador; a tal punto que incluso representó al país en los torneos internacionales, además de ganar el Campeonato Nacional de Futbol Femenino en el año 2006 donde grandes futbolistas hicieron su aporte para el fútbol ecuatoriano.